# Felix Genn
Felix Genn (Burgbrohl, 6 de março de 1950) é um bispo alemão da Igreja Católica que foi bispo de Münster de 2008 a 2025. Ele foi bispo de Essen de 2003 a 2008 e bispo auxiliar de Trier de 1999 a 2003. Desde 2013, ele é membro da Congregação para os Bispos.

## Vida
Felix Genn cresceu em Wassenach no lago Laacher. Depois de se formar no Kurfürst-Salentin-Gymnasium em Andernach em 1969, entrou no seminário de Trier e estudou até 1974 na teologia católica de Trier e Regensburg. Em 11 de Julho de 1976, foi o bispo de Trier Bernhard Stein em Trier para sacerdotes ordenados antes de se tornar um capelão para 1978 em Bad Kreuznach. De 1978 a 1985, ele foi Subregens no Seminário Episcopal de Trier. Ele foi em 29 de junho de 1985 no Faculdade de Teologia Trier com uma dissertação patrológica intitulada O entendimento do escritório eclesiástico em sua relação com a teologia da Trindade em Augustinus para Dr. med. Theol. doutorado . Posteriormente, ele foi até 1994 Espiritual no mesmo seminário.
De 1994 a 1997, trabalhou como palestrante permanente em espiritualidade cristã na Faculdade de Teologia de Trier . Em paralelo, ele era pelo Bispo hospitalar Hermann Josef como um líder peregrinação para a preparação e implementação de Trier Santo Robe - peregrinação chamado de 1996 Em 1997, ele foi nomeado Regens na St. Lambert Study House, no Castelo de Lantershofen.
Em 16 de abril de 1999 nomeou-o Papa João Paulo II. Para o titular da Uzalis e bispo auxiliar na diocese de Trier. Em 30 de maio do mesmo ano, o bispo de Trier, Hermann Josef Spital, deu-lhe a ordenação episcopal . Os co- conselheiros foram o bispo auxiliar Alfred Kleinermeilert de Trier e o bispo de Osnabrück, Franz-Josef Bode. A partir de então, Genn foi responsável pelo Distrito de Visitação do Sarre .
Foi também o Papa João Paulo II que o nomeou bispo de Essen em 4 de abril de 2003. Em 6 de julho de 2003, ele foi solenemente apresentado à praça do castelo em seu lugar. No decurso da reabilitação financeira da diocese sob Genn 2005, foi apresentado um conceito futuro para a diocese, segundo o qual deveria haver apenas 43 paróquias com 7.500 a 40.000 católicos no distrito de Ruhr no final de 2008; 96 igrejas estão fechadas nesse processo. Além disso, o Vicariato Geral foi consideravelmente reduzido e todo o "nível médio" dissolvido.
Em 19 de dezembro de 2008, o Papa Bento XVI o nomeou . depois da eleição do capítulo Münster da catedral como sucessor do bispo Reinhard Lettmann ao bispo de Münster; a inauguração solene e apreensão canônica teve lugar em 29 de Março de [[2009. Nesse meio tempo, ele liderou a diocese de Essen com os direitos e deveres de um administrador diocesano .
Em seu sermão sobre a procissão de praga e fogo em 7 de julho de 2013, Genn reclamou que o guia de orientação do EKD para a família "equiparava todas as formas de parceria sem distinção".
Em 2013, Genn foi nomeado para a Congregação para os Bispos em Roma.

## Divisa e brasão de armas
O lema de Genn é Annuntiamus vobis vitam ("Nós proclamamos a vida para você") e vem de 1 John . ( 1 Jn 1, 2  UE )

### Brasão de armas como Bispo de Essen

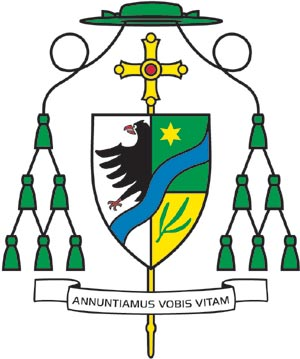
Brasão de armas do bispo Felix Genn como bispo de Essen

O blasão é dividido e dividido pela metade no lado esquerdo horizontalmente em dois.
O lado direito do blazon mostra em um fundo branco uma águia preta com bico vermelho e garra vermelha. A águia é uma reminiscência do brasão de Wassenach, a cidade natal de Felix Genn. Ao mesmo tempo, a águia é símbolo do evangelista Johannes : o bispo Genn é superior do ramo sacerdotal da Johannesgemeinschaft , um instituto secular fundado em 1945 pelo teólogo Hans Urs von Balthasar . A águia também é um símbolo de Santo Agostinho, sobre o bispo Genn em 1985 escreveu sua dissertação intitulada Trindade e Escritório em Agostinho .
No quadrante superior esquerdo há uma estrela dourada de seis pontas em um fundo verde. Como a estrela do mar, ele simboliza Maria, a Mãe de Deus, e se refere ao bispado de Essen, que também contém essa estrela. Do quarto superior esquerdo leva à metade inferior direita do brasão um rio azul, que simboliza o Ruhr e se refere ao nome popular "Ruhrbistum". No quadrante inferior esquerdo está um ramo de oliveira verde em um fundo dourado. Ele se refere ao lema do bispo, "Proclamamos sua vida" e refere-se ao conto do dilúvio: A pomba enviada por Noé traz um ramo de oliveira verde de volta à arca como sinal de nova vida.

### Brasão de armas como bispo de Münster
O brasão heráldico recém-projetado mostra em dois campos, o brasão de ouro-vermelho-dourado Münsterbishop. Outro campo fornece sobre um fundo azul é um Adler, no emblema um lado do Eifel comunidade de origem Wassenach atributo outro lado do evangelista e símbolo de John comunidade a que pertence, o bispo. Finalmente, um quarto campo mostra em um fundo verde um feixe de espigas que ilustra as raízes familiares de Genn na agricultura. O brasão é timbred (marcado) com um chapéu verde e em ambos os lados seis borlas verdes de um cordão, que identificam o portador do brasão como bispo. Atrás do blasão fica uma cruz de leitura.
Blazon: em quarteirões, nos campos 1 e 4 em ouro, um bar vermelho, campo 2 em azul, uma águia blindada de prata com voos ascendentes, campo 3 em verde, um feixe de ouro de sete horas. Exemplo: chapéu de sacerdote verde com 1 2 3 borlas, atrás do escudo de ouro dourado Vortragekreuz. Lema: Annuntiamus vobis vitam.
Em 18 de outubro de 2024, Genn ofereceu sua renúncia por motivos de idade ao Papa. O Papa Francisco aceitou esta renúncia em 9 de março de 2025.

## Membros

### Curia Romana
- Congregação para os Bispos (2013)

### Conferência Episcopal Alemã
- Comissão de Profissões Espirituais e Serviços Eclesiásticos (membro desde 2004, presidente desde 2008)

## Honras
- Cidadania honorária de Wassenach no Eifel (2010)
- Capitular honorário da Hohen Domkirche zu Trier
- Senhora de honra na igreja da catedral do Ruhrbistum Essen
- Senhor de honra na Catedral de São Pedro e Paulo em Troyes, no Nordeste da França